# 卡利梅萨
卡利梅萨（Calimesa）是美国加利福尼亚州里弗赛德县的一座城市，位于圣戈尔戈尼奥山口。
根据2010年美国人口普查，卡利梅萨共有7,879人，其中白人占86.0%、非裔美国人占1.1%、土著美国人占1.3%、亚裔美国人占1.3%。

## 历史
卡利梅萨市于1990年12月1日成立，在其北边邻市尤卡帕成立后不久。在其成立之前，卡利梅萨市作为一个非建制人口普查指定城镇，横跨里弗赛德-圣贝纳迪诺县界，在州际10号沿着圣加尔戈尼奥山口从加利福尼亚州雷德兰兹向东。